# UFC 109
UFC 109: Relentless fue un evento de artes marciales mixtas celebrado por Ultimate Fighting Championship el 6 de febrero de 2010 en el Mandalay Bay Events Center en Las Vegas, Nevada.

## Historia
La pelea previamente enlazada a este evento entre Renzo Gracie y Matt Hughes, se llevó a cabo en UFC 112.
La pelea por el campeonato de peso medio entre Anderson Silva y Vitor Belfort fue confirmada por el presidente de UFC, Dana White, dependía del éxito en la recuperación de Silva de su cirugía de codo. Posteriormente, la pelea fue reprogramada debido a la lentitud de la curación. Se esperaba que la pelea Silva vs. Belfort se celebrara en UFC 112, sin embargo Belfort se vio obligado a retirarse y Demian Maia le sustituyó, después de que el contendiente número uno Chael Sonnen no estuviera preparado para pelear.
Antônio Rogério Nogueira se retiró de su pelea con Brandon Vera debido a una lesión de tobillo. Se anunció que Vera se enfrentaría a Jon Jones el 21 de marzo de 2010 en UFC on Versus 1.
Josh Koscheck fue programado para enfrentarse a Paulo Thiago, pero se tuvo que retirar por una lesión. Mike Swick intervino como sustituto de Koscheck.
La pelea entre Randy Couture y Mark Coleman fue originalmente programada para UFC 17 en 1998, pero una lesión en Couture forzó la cancelación de la pelea. Esto marcó la primera vez en la historia de UFC en que dos miembros del Salón de la Fama se enfrentarán en un evento.

## Premios extras
Cada peleador recibió un bono de $60,000.
- Pelea de la Noche: Nate Marquardt vs. Chael Sonnen
- KO de la Noche:  Matt Serra
- Sumisión de la Noche: Paulo Thiago